# Renodes chacma
Renodes chacma är en fjärilsart som beskrevs av William Schaus 1901 och som ingår i släktet Renodes. Inga underarter finns listade.